# کولچکووو
کولچکووو (به لهستانی:  Koleczkowo) یک روستا در لهستان است که در گمینا شمود واقع شده‌است. کولچکووو  ۱٬۷۵۰ نفر جمعیت دارد.